# Praxis (geslacht)
Praxis is een geslacht van vlinders van de familie spinneruilen (Erebidae), uit de onderfamilie Calpinae.

## Soorten
- P. aterrima Walker, 1856
- P. edwardsii Guenée, 1852
- P. porphyretica Guenée, 1852